# Lärmtrommel
Eine Lärmtrommel war als Lärminstrument eine Trommel, mit deren Lärm bei Gefahren wie Bränden Menschen alarmiert und gewarnt werden konnten.
Mit der Lärmtrommel wurde bereits im frühen 18. Jahrhundert wie folgt alarmiert: „Beim Entdecken eines Feuers mussten die Nachtwächter in den Straßen ‚Feuer‘ schreien, die Lärmtrommel schlagen und den Küster wecken, damit dieser am Seil hinter der Kirchentür die Sturmglocke zog.“
Der Begriff leitet sich vom frühneuhochdeutschen Wort Lermtrumme her, das aus lermen und trummel zusammengesetzt ist. Auch die Bezeichnung Alarmtrommel wurde verwendet. Im 19. Jahrhundert wurde der Begriff Lärmtrommel in der Berichterstattung über Ereignisse verwendet, so in der Gartenlaube über den Stadtbrand von Eibenstock 1856. Bei Berichten über politische Ereignisse wurde der Begriff im übertragenen Sinn gebraucht, so 1884 in der Freiburger Zeitung, ebenso in der Belletristik, beispielsweise im 1865 erschienenen Werk von Hermann Lessing Daheim und Draußen. Bunte Bilder. In der 1839 erschienenen Geschichte Hamburgs wird bei der Beschreibung der Stadt während der Befreiungskriege 1813 nicht weniger als fünfmal der Begriff Lärmtrommel in Formulierungen wie „rief die Lärmtrommel zu den Waffen“ und „rief die Lärmtrommel die Bürger auf die Alarmplätze“ verwendet. Auch Karl Gutzkow benutzte diesen Begriff.

## Sonstiges
Mit Lärmtrommel wird auch der vom Nobelpreisträger Robert Bárány 1908 entwickelte trommelartige Lärmapparat oder Báránywecker bezeichnet, der zur schnelleren Vertäubung des menschlichen Ohres sowie zum Nachweis von simulierter Taubheit eingesetzt wird. Die Bárány-Lärmtrommel funktioniert nach dem Prinzip einer Fahrradklingel mit aufziehbarer Feder und im Innern rotierenden Metallscheiben und produziert ein dumpfes Rasselgeräusch.